# Дадаш-заде, Мамед Ариф Магеррам оглы
Маме́д Ари́ф Магерра́м оглы́ Дадашзаде́ (азерб. Məmməd Arif Məhərrəm oğlu Dadaşzadə, Мәммәд Ариф Мәһәррәм оғлу Дадашзадә; 29 мая [10 июня] 1904 — 27 декабря 1975) — азербайджанский советский литературовед и педагог, переводчик, государственный и политический деятель. Считается одним из основоположников азербайджанского литературоведения и литературной критики. Депутат Верховного Совета Азербайджанской ССР VI созыва, Председатель Верховного Совета Азербайджанской ССР (1963—1967). Профессор, доктор филологических наук, академик АН Азербайджанской ССР, Заслуженный деятель науки Азербайджанской ССР (1960).
Начиная с 1941 года — член ВКП(б) // КПСС, был кандидатом в члены ЦК Компартии Азербайджана.
Один из редакторов Толкового словаря азербайджанского языка.

## Биография
Мамед Ариф Магеррам оглы Дадашзаде родился 10 июня 1904 года в Баку. По национальной принадлежности — азербайджанец. Родители М. Арифа были родом из Хызы.
Окончив городскую русско-татарскую школу, в 1920-30-х годах преподавал в 5-й советской школе I ступени, одновременно продолжая образование в Институте народного просвещения. Далее последовала учеба на факультете востоковедения Азербайджанского государственного университета, совершенствование в аспирантуре Научно-исcледовательского института народов Советского Востока в Москве.
По возвращении в Баку Мамед Ариф занимался творческой и организационной работой.
С 1932 по 1941 год — доцент, заведующий кафедрой Азербайджанского государственного педагогического института.
С 1941 года — доцент, заведующий кафедрой Азербайджанского государственного университета.
В 1930-40 годы являлся заместителем народного комиссара просвещения Азербайджанской ССР.
В 1941-50 годах возглавлял кафедру русской литературы Азербайджанского государственного университета.
В 1941-47 годах являлся главным редактором журнала «За Родину» («Революция и культура», нынешний «Азербайджан»).
В 1946 году вместе с известными литераторами А. Сурковым и В. Инбер, Дадашзаде представлял Советский Союз на I конгрессе иранских писателей, выступал с лекциями об азербайджанской литературе в Тегеране, Ширазе, Табризе.
В 1938 году стал заведующим отделом литературы Института литературы и языка имени Низами АН Азербайджанской ССР, затем занял пост заместителя директора. С 25 сентября 1939 года по 27 июля 1950 года возглавил данный научно-исследовательский институт.
Летом 1938 года руководство Азербайджанской ССР, возглавляемое М. Багировым, развернуло широкую кампанию очернительства и травли известного философа Гейдара Гусейнова, отважившегося дать «вольную» трактовку личности и деятельности Шейха Шамиля, предводителя горцев XIX века. Отказавшись участвовать в кампании травли, М. Ариф незамедлительно был занесён в «черный» список неугодных лиц, лишившись всех должностей и партийного билета, оказавшись де-факто заключенным под домашний арест на целых три года.
В этот период ученый находил утешение в литературе, работая над переводом «Войны и мира» Толстого.
В 1957 году М. Ариф был восстановлен в должности директора Института литературы и языка, который возглавлял до 1959 года.
С 1957 года — председатель терминологического комитета Академии наук Азербайджанской ССР.
В 1958 году, будучи избранным действительным членом Академии наук Азербайджанской ССР, М. А. Дадашзаде был вскоре назначен на должность академика-секретаря отделения общественных наук АН.
С 1960 года до конца своих дней занимал пост вице-президента Академии наук Азербайджанской ССР. За этот период под его руководством гуманитарные науки республики пополнились целым рядом фундаментальных исследований. Были проведены крупные научные конференции и симпозиумы, организованы 150-летие М. Ф. Ахундова, 100-летие Дж. Мамедкулизаде, 250-летие М. П. Вагифа, 150-летие Ашуга Алескера, 600-летие Насими.
В период занятия М. Арифом должности вице-президента Академии наук, благодаря его инициативе и стараниям Институт литературы в 1969 году приобрел статус самостоятельного научного учреждения, отделившись от Института литературы и языка.
С 1957 года М. Ариф руководил комитетом по терминологии при президиуме академии. Долгие годы он являлся главным редактором «Новостей» Академии наук Азербайджанской ССР, возглавлял координационный совет по делам культуры народов Закавказья, являлся председателем секции критики Союза писателей Азербайджана.
М. Ариф входил в состав редколлегий авторитетнейших изданий, таких как «Краткая литературная энциклопедия», «История многонациональной советской литературы».
В 1963 году М. А. Дадашзаде был избран депутатом Верховного Совета Азербайджанской ССР 6 созыва. С 1963 по 1967 год являлся председателем Верховного Совета Азербайджанской ССР.
Затем — заместитель министра просвещения Азербайджанской ССР, заведующий кафедрой русской литературы Азербайджанского государственного университета.
Доктор филологических наук (1955), профессор (1955), академик Академии наук Азербайджанской ССР (1958).
Член ВКП(б) с 1941 г.

## Творческая деятельность
В мир литературы М. Ариф вступил в 1920-е годы как автор стихов, рассказов, фельетонов. Его первая публицистическая заметка была опубликована в 1923 году в газете «Коммунист» под псевдонимом «Хызылы Мухаммед Багир». Периодически в журнале «Молла Насреддин» появлялись его острые фельетоны, написанные на злобу дня.
Стихотворения М. Арифа, такие, как «Краски Бродского», «Одна из двух услад», навеяны героической романтикой в духе Маяковского. Широкий резонанс вызвал его рассказ с красноречивым названием «Играет тар», увидевший свет в 1930 году почти одновременно со знаменитым стихотворением «Пой, тар!» М. Мушфига. Этот рассказ явился отповедью писателя радетелем пролетарского искусства, призывавшим сдать в архив, наряду со старым алфавитом и чадрой, мугам и национальные инструменты.
Уже в 1930-е годы М. Ариф сосредотачивается на исследовательской работе, посвятив свои силы становлению и развитию азербайджанского литературоведения и критики.
В 1956 году ученый публикует фундаментальную монографию «Творческий путь Джафара Джаббарлы», где впервые была четко определена роль Джаббарлы в азербайджанской литературе. Будучи признанным исследователем творчества Джаббарлы, М. Ариф далее обращается к творчеству Самеда Вургуна, подвергая глубокому анализу драматические произведения поэта, мастерски выявляя его художественно-эстетические открытия. Замечательно охарактеризовал это исследование М. Арифа выдающийся ученый-театровед Джафар Джафаров: «Читаешь книгу „Драматургия Самеда Вургуна“, и поражаешься чёткости и слаженности изложения, „лёгкости“ стиля, умению автора захватить читателя внутренней логикой суждений — читаешь и всему веришь, и тебя охватывает ощущение радости, вызванное честностью и справедливостью письма…».
Мир научных и творческих интересов Дадашзаде никогда не ограничивался рамками лишь азербайджанской литературы, включая труды по мировой, в частности, русской литературе, межлитературным, межкультурным связям. Низами, Мехсети Гянджеви, Физули, Натаван, С. Ширвани, а также Навои, Шекспир, Достоевский, Гончаренко, Шевченко, А. Островский, Салтыков-Щедрин, Франко, Бараташвили — неполный перечень писателей и поэтов, героев исследований М. Арифа.
Дадашзаде переводил на азербайджанский язык сочинения Л. Н. Толстого, Н. В. Гоголя, А. П. Чехова, М. Горького, М. Сервантеса, А. Барбюса, Р. Тагора.
Именно в переводе М. Арифа азербайджанские читатели впервые познакомились с приключениями рыцаря Печального Образа — Дон Кихота Ламанчского Сервантеса, а также с некоторыми произведениями Эврипида, Горького.
Велика роль М. Арифа в создании научных трудов, отражающих историю отечественной литературы, разработке концепции изучения этой истории. «Краткая история азербайджанской литературы» в двух томах, изданная под руководством М. Арифа и Г. Гусейнова в 1943-44 годах, явилась первым научным изданием нового типа, отражающим широкую панораму отечественной литературы, оказав влияние на все последующие исследования подобного рода.
Далее появляются такие серьезные издания, как «История азербайджанской литературы» (1957—1960 г.) в трех томах, «История азербайджанской советской литературы» (1967 г.), в которых М. Ариф выступает в роли редактора и одного из авторов.
В 1963 году московское издательство «Наука» Академии наук СССР выпустило под руководством и при активном участии М. Арифа «Очерк истории азербайджанской советской литературы», являющийся коллективной работой азербайджанских ученых.
На протяжении всей творческой жизни М. Ариф занимался пропагандой родной литературы. Его книга «Литература азербайджанского народа» (1958) была издана на нескольких языках, в том числе на английском, русском, фарси.
Статьи, очерки Дадашзаде, отражающие широкий спектр вопросов литературы и искусства, выходили отдельными изданиями, среди которых следует выделить «Избранные сочинения» на азербайджанском (1967—1970; в трех томах) и на русском (1972—1973; в двух томах) языках, сборник «Мастер не стареет» (1980).
Уже после смерти ученого московским издательством «Высшая школа» была издана его последняя масштабная работа — книга «Азербайджанская литература» (1979), считающаяся одним из авторитетных источников по истории отечественной литературы. Некоторые тезисы этого труда нашли отражение в книге «История азербайджанской литературы (краткий очерк)», удостоенной в 1974 году государственной премии Азербайджанской ССР, по поводу которой видный грузинский ученый академик А. Барамидзе в своем письме, в частности, писал следующее: «Выражаю Вам свою искреннюю и сердечную благодарность за Вашу прекрасную книгу „История азербайджанской литературы“. Читаю ее с большим увлечением и чувством глубокого умственного удовлетворения. Ваша книга очень познавательна и во многих отношениях поучительна…»
М.Ариф является основателем литературоведческой школы Азербайджана, которая взрастила целый ряд талантливых ученых и критиков. Его блестящие критические статьи стали достойным отпором тем недоброжелателям, которые разглагольствовали об отсутствии в Азербайджане эстетико-теоретической мысли. Еще в 1930-е годы М. Ариф был известен как серьезный, требовательный критик, относящийся к литературному процессу с самых высоких идейно-эстетических позиций. Однако его взглядам были чужды консерватизм, косность, что позволяло ему с вниманием относиться к творчеству молодых литераторов, проявлять заботу об их творческом росте.
В 1960-х годах, в период «оттепели», наблюдается процесс расширения семантического пространства азербайджанской литературы, появляются произведения, испытывающие влияние самой современной авангардистской литературы. Эти веяния находились под пристальным вниманием М. Арифа, который живо, с интересом отслеживал сочинения поэтов, прозаиков «новой волны», детально анализировал их, стараясь дать объективную оценку свежим направлениям в литературе.
В то же время критик призывал авторов, увлекающихся свободным стихосложением, мыслить серьезными категориями, не гоняться за преходящей модой, не жертвовать идеей ради формы, отдавать предпочтение весомым темам, создавать яркие художественные образы. Его статьи, высказывания о творчестве представителей молодой азербайджанской литературы, таких как С. Ахмедов, Анар, Эльчин Эфендиев, Вагиф Самедоглу, раскрывают тонкости идейно-эстетического мироощущения авторов, выявляя в то же время отменный вкус, проницательность, удивительную чуткость критика ко всему новому, еще неизведанному.
Эльчин Эфендиев вспоминает, что в конце 1950-х — начале 1960-х годов молодежь в Азербайджане зачитывалась романом Э. М. Ремарка «На Западном фронте без перемен», доходя порой до фанатического экстаза, «сопровождающегося надменностью, отрицанием всего и всея. В ту пору многим из молодых людей было неведомо, что роман Ремарка был переведен на азербайджанский язык М. Арифом ещё в весьма сложном и смутном 1929 году».
Не потеряли своей актуальности научные изыскания Дадашзаде в области драматургии, отличающиеся глубиной содержания и новизной, серьёзностью проблематики. Любовь к театру у Дадашзаде зародилась в далёком детстве под впечатлением религиозных представлений народного театра «Шабех», пленивших воображение своей яркой театральностью. М. Ариф становится завсегдатаем драматического театра. Пьесы Шекспира, Шиллера, Мольера, Ахвердиева, Горького в интерпретации выдающихся актеров А. М. Шарифзаде, У. Раджаба, М. Давудовой, С. Рухуллы до глубины души потрясли юношу, заставлив поверить в преображающую силу театрального искусства. Ещё в 15 лет, увидев А. М. Шарифзаде в роли Отелло, он пишет о магнетическом воздействии этого актера на зрительскую аудиторию: "Наблюдая за ним из глубины зала, я не мог до конца насладиться его искусством, — отмечает М. Ариф в своей статье «Солнце азербайджанской сцены». «Он буквально влюблял в своего героя всех зрителей, а не только дочь сенатора».
Мамед Ариф всесторонне исследовал драматические произведения видных азербайджанских писателей и поэтов XX века. Его статьи «Взгляд на нашу драматургию» (1946), «Язык и диалог в драматургии» (1948) и другие содержат ценные наблюдения по теории драматического искусства. К работе «Народный театр в Азербайджане» (1950) по сей день обращаются театроведы как к достоверному источнику, содержащему интересные сведения об исторических корнях драматического искусства Азербайджана.
Исследователь, доктор филологических наук Ш. Салманов называл творчество М. Арифа «высочайшей точкой отечественной критики XX века», а видный русский критик Ю. А. Петровский считал его «классиком азербайджанского литературоведения».
М. Ариф известен также как педагог, воспитавший не одно поколение специалистов.
На протяжении нескольких десятилетий Мамед Ариф был признанным экспертом азербайджанской литературы. Архив ученого содержит обширнейшую переписку с известными литераторами России, Украины, Узбекистана, Туркменистана, Грузии, Латвии. В поздравительном письме, адресованном ему в 1964 году в связи с 60-летием со дня рождения и подписанном известными мастерами пера — Н. Тихоновым, Г. Марковым, А. Салынским, П. Антокольским, Н. Грибачевым, Дм. Ереминым, Е. Евтушенко и другими написано: «Когда Вы писали на русском языке о литературе азербайджанского народа или о корифее азербайджанской литературы Джафаре Джаббарлы, Вы учили русского читателя любить великолепное творчество азербайджанского народа. Когда Вы переводили на азербайджанский язык произведения Толстого, Горького, Н. Островского, Макаренко, когда писали о Пушкине, Толстом, Маяковском, Белинском, Вы не просто приобщали азербайджанский народ к культуре русского народа, а укрепляли их великую дружбу».
В Мамеде Арифе гармонично сочетались талант ученого и высокая нравственность, патриотизм.
«Смерть Ариф муэллима явилась тяжелейшей утратой для нашей литературы, литературной критики. Боль от этой утраты по сей день преследует нас. Его приветливая внешность, доброжелательный нрав, великодушие никогда не сотрутся из моей памяти», — писал по прошествии нескольких лет после смерти ученого известный прозаик, литературовед Гулу Халилов.
Научное наследие Мамеда Арифа Дадашзаде, давно ставшее частью сокровищницы национальной культуры, живет, вызывая пристальный интерес всё новых поколений творцов

## Память
В 2014 году на государственном уровне был отмечен 110-летний юбилей Мамеда Арифа Дадашзаде.
Именем Мамеда Арифа названы улица в Баку, библиотека Союза писателей Азербайджана, общеобразовательная школа в Хызы.

## Основные работы
- «Владимир Маяковский» (1940)
- «Гениальный русский поэт А. С. Пушкин» (1949)
- «Виссарион Григорьевич Белинский» (1954)
- «Крылов и азербайджанская литература» (1944)

### Монографии
- «Творческий путь Джафара Джаббарлы» (1955)
- «Драматургия Самеда Вургуна» (1964)

## Переводы
- Георгий Никифоров «У фонаря», 1929
- Л. Л. Авербах «За гегемонию пролетарской литературы», 1931
- Иоганнес Бехер «Люизит, или Единственная справедливая война», 1932
- Мигель Сервантес «Дон Кихот», 1933—1934
- Анри Барбюс «Чужие и наши», 1935
- Николай Островский «Как закалялась сталь», 1936
- Мариэтта Шагинян «Гидроцентраль», 1936
- Мкртич Армен «Скаут № 89», 1936
- Лев Толстой «Война и мир», 1948
- Еврипид «Алкеста», 1950
- Алексей Кожевников «Живая вода», 1951
- Антон Макаренко «Педагогическая поэма», 1952
- Николай Гоголь «Ночь перед Рождеством», 1952
- Лев Вайсенберг «Младшая сестра», 1954
- Максим Горький «Старуха Изергиль», «Макар Чудра», «Песня о Соколе», «Челкаш», «Рождение человека» 1952—1959

## Награды и звания
- Орден Ленина
- Орден Октябрьской Революции (11 июня 1974)
- 2 ордена Трудового Красного Знамени (31 января 1939; 28 августа 1964)
- медали
- Лауреат Государственной премии Азербайджанской ССР (1974)[4]